# Creed 2
Pour les articles homonymes, voir Creed.
Série Rocky
Creed : L'Héritage de Rocky Balboa
(2015) Creed 3
(2023)
Pour plus de détails, voir Fiche technique et Distribution.
Creed 2 est un film américain réalisé par Steven Caple Jr. et sorti en 2018.
Huitième film de la série Rocky, il fait suite à Creed : L'Héritage de Rocky Balboa de Ryan Coogler (2015). Il est suivi de Creed 3 : La Rélève de Rocky Balboa (2023).
Trois ans après le match contre le champion du monde qui l'a fait connaître du public, Adonis Creed s'est fait un nom sous le mentorat de Rocky Balboa. Le jeune boxeur devient champion du monde dans la catégorie « poids lourds », récupérant le titre à « Stuntman » Wheeler. Adonis est sur un nuage et vit sereinement avec sa petite amie chanteuse, Bianca. Mais tout s'assombrit à Philadelphie lorsqu'Ivan Drago, le boxeur russe qui a tué son père Apollo près de 30 ans auparavant, arrive sur le sol américain avec son fils Viktor, pour défier Adonis.

## Synopsis
En 2018, trois ans après sa défaite face à « Pretty » Ricky Conlan, Adonis Creed , aux côtés de son entraîneur Rocky Balboa, a remporté six combats consécutifs, culminant avec une victoire sur Danny « Stuntman » Wheeler pour remporter le championnat du monde des poids lourds et a récupéré sa Ford Mustang de 1967 qu'il avait perdue contre Wheeler lors d'un pari. Désormais champion respecté, Adonis demande sa petite amie Bianca Taylor en mariage qui accepte. Bianca suggère de commencer une nouvelle vie ensemble à Los Angeles, mais Adonis hésite à quitter Philadelphie et donc Rocky.
Pendant ce temps, en Ukraine, l'ancien boxeur russe Ivan Drago, entraîne son fils Viktor durement pour retrouver sa gloire d'antan avant sa défaite contre Rocky en 1985. Aidé du promoteur Buddy Marcelle, Ivan oppose Viktor, à Adonis. Lorsque Rocky, craignant qu'Adonis ne subisse le même sort que son défunt père Apollo, refuse de soutenir et d'entraîner Adonis pour son combat contre Viktor, celui-ci part pour Los Angeles avec Bianca où le couple s'installe dans un nouvel appartement. Lors d'un repas chez sa mère Mary Ann, Adonis apprend que Bianca est enceinte.
Adonis relève donc le défi des Drago sans être épaulé par son mentor. Il décide de se faire entraîner par Tony « Little Duke » Evers, le fils de l'ancien entraîneur de son père. Lors du match, il en paie le prix fort dans une joute punitive qu'il gagne seulement par disqualification. Blessé et démoralisé, Adonis peine à se remettre à la boxe et met son titre en péril. Il devient de plus en plus distant vis-à-vis de Bianca mais celle-ci tient à rester à ses côtés.
Pendant ce temps, Viktor, qui se moque publiquement d'Adonis, fait face en coulisses à la pression constante de son père, qui bénéficie de l'attention des médias et de divers délégués russes. Lors d'un dîner d'État, lui et Ivan rencontrent Ludmilla, sa mère et l'ex-femme d'Ivan, pour la première fois depuis plusieurs années après qu'elle les a abandonnés à la suite de la défaite d'Ivan face à Rocky. Enragé à sa vue, Viktor sort en trombe du dîner et réprimande Ivan pour avoir demandé l'approbation de ceux qui les ont chassés.
Mary Ann recontacte Rocky, qui se réconcilie avec Adonis et accepte de l'entraîner pour une revanche contre Viktor, qui subit des épreuves physiques tortueuses aux mains d'Ivan. Bianca donne naissance à une fille prénommée Amara et Rocky est désigné comme étant son parrain. Plus tard, Adonis et Bianca apprennent une bouleversante nouvelle concernant Amara : elle est née sourde, héritant de son manque d'audition à cause du trouble auditif progressif de sa mère. Peu après, Rocky et Little Duke entraînent Adonis dans un endroit abandonné du désert californien, se concentrant sur le combat de l'intérieur et entraînant le corps d'Adonis à encaisser le lourd impact qu'il recevra de Viktor sur le ring.
À Moscou, le match retour commence de façon plus équilibré car Adonis, plus concentré, échange des coups égaux avec Viktor, celui-ci étant habitué à gagner par KO puisque ses combats n'ont jamais dépassé les quatre rounds. Adonis utilise ceci à son avantage et encaisse sans difficulté les violents coups de Viktor, même après que ses côtes sont cassées. Au dixième round, Adonis déclenche une série de coups efficaces et met Viktor au tapis à deux reprises. Excédé par la faiblesse de son fils, Ludmilla quitte la salle après le deuxième KO, rendant Viktor bouleversé. Acculé, Viktor reçoit plusieurs coups d'Adonis sans se défendre, mais continue à rester debout. Réalisant enfin que la sécurité de son fils compte plus pour lui que la vengeance ou l'acceptation de la part de l'élite russe, Ivan décide de jeter l'éponge, renonçant au combat pour protéger son fils. Il assure à Viktor désemparé qu'il n'y a rien de mal à ce qu'il ait perdu et l'embrasse. Alors que Bianca entre sur le ring pour célébrer avec Adonis, Little Duke et les autres entraîneurs de Creed, Rocky s'assoit pour les regarder de l'extérieur du ring.
Quelques jours après le match, Viktor et Ivan s'entraînent plus tard ensemble en Ukraine. De son côté, Rocky se rend à Vancouver pour faire la paix avec son propre fils, Robert Jr., et rencontre son petit-fils Logan pour la première fois. Adonis et Bianca se rendent sur la tombe d'Apollo, où Adonis fait la paix avec son père décédé et le fardeau de perpétuer son héritage, alors que lui et Bianca présentent Amara, qui possède désormais un nouvel ensemble d'appareils auditifs.

## Fiche technique
Sauf indication contraire, les informations mentionnées dans cette section peuvent être confirmées par la base de données cinématographiques IMDb,  présente dans la section « Liens externes ».
- Titre : Creed 2
- Réalisation : Steven Caple Jr.
- Scénario : Juel Taylor et Sylvester Stallone, d'après une histoire de Cheo Hodari Coker et Sascha Penn, d'après des personnages créés par Ryan Coogler et Sylvester Stallone[1]
- Musique : Ludwig Göransson
- Direction artistique : Jesse Rosenthal, RA Arancio-Parrain et Ilgi Candar
- Décors : Franco-Giacomo Carbone
- Costumes : Lizz Wolf
- Photographie : Kramer Morgenthau
- Son : Aaron Glascock, Tom Ozanich, Brian Tarlecki, Geraldo Gutierrez
- Montage : Dana E. Glauberman, Saira Haider et Paul Harb
- Production : Irwin Winkler, Charles Winkler, David Winkler, Sylvester Stallone, William Chartoff et Kevin King Templeton

Production (Royaume-Uni, Unité de Cardiff) : Ian Sharples
Production déléguée : Michael B. Jordan, Ryan Coogler et Guy Riedel
Production associée : Bernardo Duran Jr.
Coproduction : Udi Nedivi
- Sociétés de production[2] : Metro-Goldwyn-Mayer, New Line Cinema, Warner Bros. et Chartoff-Winkler Productions
- Sociétés de distribution : Metro-Goldwyn-Mayer (États-Unis), Warner Bros. (France, Belgique, Suisse romande, Canada)
- Budget : 50 millions de $[3],[4]
- Pays de production :  États-Unis
- Langues originales : anglais, russe, langue des signes
- Format[5] : couleur - D-Cinema - 2,39:1 (Cinémascope) (Panavision) - son Dolby Surround 7.1 | Dolby Atmos
- Genre : drame, action, sport (Boxe)
- Durée : 130 minutes
- Dates de sortie[6] :
  - États-Unis : 14 novembre 2018 (première mondiale au Lincoln Center)[7] ; 21 novembre 2018 (sortie nationale)
  - Québec : 21 novembre 2018[8]
  - France, Belgique, Suisse romande : 9 janvier 2019[9],[10]
- Classification[11] :
  -  États-Unis : Accord parental recommandé, film déconseillé aux moins de 13 ans (certificat #51855) (PG-13 - Parents Strongly Cautioned)[Note 1].
  -  France : Tous publics (visa d'exploitation no 150102 délivré le 20 décembre 2018)[12].
  -  Québec : Tous publics (G - General Rating)[8].
  -  Belgique : Tous publics (Alle Leeftijden)[9].

## Distribution
- Michael B. Jordan (VF : Jean-Baptiste Anoumon) : Adonis Johnson Creed
- Sylvester Stallone (VF : Alain Dorval) : Robert « Rocky » Balboa, Sr.
- Dolph Lundgren (VF : Jacques Frantz) : Ivan Drago
- Florian Munteanu (VF : Jochen Hägele) : Viktor Drago
- Tessa Thompson (VF : Fily Keita) : Bianca Taylor
- Wood Harris (VF : Lucien Jean-Baptiste) : Tony « Little Duke » Evers
- Phylicia Rashād (VF : Maïk Darah) : Mary Anne Creed
- Brigitte Nielsen : Ludmila Drago
- Milo Ventimiglia (VF : Alexis Tomassian) : Robert Balboa Jr.
- Andre Ward (VF : Vincent Barazzoni) : Danny « Stuntman » Wheeler
- Jim Lampley (VF : Gabriel Le Doze) : lui-même
- Russell Hornsby (VF : Frantz Confiac) : Buddy Marcelle
- Ivo Nandi (VF : Miglen Mirtchev) : l'arbitre russe
- Ana Gerena : Isabel
- Michael Buffer (VF : Guy Chapellier) : lui-même
- Jacob "Stitch" Duran : Stitch
- Roy Jones Jr. (VF : Rody Benghezala) : lui-même (caméo)

- Version française
  - Studio de doublage : Dubbing Brothers
  - Direction artistique : Jean-Philippe Puymartin
  - Adaptation des dialogues : Philippe Millet

 Source et légende : version française (VF) sur RS Doublage et AlloDoublage

## Production

### Développement
En janvier 2016, Sylvester Stallone et le directeur général de la Metro-Goldwyn-Mayer, Gary Barber, confirment à Variety qu'une suite à Creed : L'Héritage de Rocky Balboa est en développement. Gary Barber révèle quelques jours plus tard que le réalisateur Ryan Coogler est pris par Black Panther, et qu'il ne sera que producteur délégué sur cette suite. En juillet 2017, Sylvester Stallone annonce sur Instagram qu'il a fini le script et confirme le retour d'Ivan Drago, antagoniste principal de Rocky 4 (1985). En octobre 2017, il est annoncé que Sylvester Stallone sera également réalisateur et producteur. Cependant, en décembre 2017, Steven Caple Jr. reprend le poste de réalisateur. Le 28 novembre 2018, Sylvester Stallone annonce via Instagram qu'il ne reprendra plus son rôle de Rocky Balboa. Creed 2 marque ainsi la fin du personnage.

### Attribution des rôles
En janvier 2018, le boxeur roumain Florian Munteanu est choisi pour le rôle de Viktor Drago, le fils d'Ivan, à nouveau incarné par Dolph Lundgren. Brigitte Nielsen reprend également le rôle de Ludmilla Drago.
En mars 2018, Russell Hornsby rejoint la distribution, alors que Phylicia Rashād, Wood Harris et Andre Ward sont confirmés pour reprendre les rôles qu'ils tenaient dans le premier film. Milo Ventimiglia reprend le rôle de Robert Jr. Il est le premier acteur à tenir ce rôle à deux reprises.

### Tournage
Le tournage débute en mars 2018,.

## Bande originale

### Original Motion Picture Soundtrack
Bandes originales de Rocky
Creed : L'Héritage de Rocky Balboa
(2015)
La musique originale du film est composée par Ludwig Göransson, déjà à l’œuvre sur Creed : L'Héritage de Rocky Balboa. L'album sort le 16 novembre 2018 sur le label Sony Classical Records.
| No  | Titre                                            | Durée |
| --- | ------------------------------------------------ | ----- |
| 1.  | Drago                                            | 3:34  |
| 2.  | Wheeler Fight                                    | 2:32  |
| 3.  | Yo? Is That a Yes?                               | 1:27  |
| 4.  | The Public Challenge                             | 4:04  |
| 5.  | Time Tick (interprété par Tessa Thompson)        | 2:58  |
| 6.  | You Think I'm Going to Lose                      | 2:58  |
| 7.  | Balanced Breakfast                               | 1:31  |
| 8.  | Ice Cold (feat. Vince Staples)                   | 2:10  |
| 9.  | Under Water                                      | 2:01  |
| 10. | Adonis and Amara                                 | 2:27  |
| 11. | You Might Find Me (feat. Jacob Banks)            | 1:19  |
| 12. | Runnin (feat. ASAP Rocky)                        | 5:04  |
| 13. | Drago's Walk Out                                 | 1:59  |
| 14. | I Will Go to War (interprété par Tessa Thompson) | 1:37  |
| 15. | Fight in Moscow                                  | 6:14  |
| 16. | It's Your Time                                   | 5:28  |
| 17. | Family Visit                                     | 3:26  |

### Creed II: The Album
Singles
1. Kill 'Em with Success
Sortie : 5 novembre 2018
2. The Mantra
Sortie : 14 novembre 2018

L'album rap accompagnant la sortie du film, Creed II: The Album, est produit par Mike Will Made It.
| 1.    | Amen (Pre Fight Prayer) (feat. Lil Wayne)                          | - Michael Williams II - Dwayne Carter - Andrew Wyatt                                                             | - Mike Will Made It - Andrew Wyatt                | 2:03 |
| 2.    | Do You Need Power? (Walk Out Music) (interprété par Bon Iver)      | - Justin Vernon - Phil Cook - BJ Burton - Williams II                                                            | - Mike Will Made It - Qwyatt Mystique             | 1:57 |
| 3.    | We Can Hit (Round 1) (feat. Crime Mob & Slim Jxmmi)                | - Williams II - Jonathan Lewis - Jarques Usher - Venetia Lewis - Alphonce Smith - Aaquil Brown                   | - Mike Will Made It - Lil Jay on the Track        | 4:12 |
| 4.    | Kill 'Em With Success (feat. Eearz, Schoolboy Q & 2 Chainz)        | - Branden Brown - Christopher Lee - Mark Buchanan - Williams II - Quincy Hanley - Tauheed Epps                   | - Mike Will Made It - B Rackz - C Millz           | 4:23 |
| 5.    | Check (feat. Nas & Rick Ross)                                      | - Williams II - Aaron Jackson - Nasir Jones - William Roberts II                                                 | - Mike Will Made It - Blue Cheeze                 | 3:38 |
| 6.    | Fate (feat. Young Thug & Swae Lee)                                 | - Williams II - Asheton Hogan - Swae Lee - Khalif Brown - Jeffery Williams                                       | - Mike Will Made It - Pluss                       | 4:24 |
| 7.    | Shea Butter Baby (interprété par Ari Lennox & J. Cole)             | - Courtney Salter - Jermaine Cole - Anthony Parrino - Tim Schoegje                                               | - Elite - Shroom (add.)                           | 3:31 |
| 8.    | The Mantra (feat. Pharrell & Kendrick Lamar)                       | - Williams II - Myles Harris - Pharrell Williams - Kendrick Duckworth                                            | - Mike Will Made It - Harris                      | 4:15 |
| 9.    | Watching Me (feat. Rae Sremmurd & Kodak Black)                     | - Williams II - Ludwig Göransson - Brown - Brown - Dieuson Octave                                                | - Mike Will Made It - Göransson                   | 4:19 |
| 10.   | F.I.G.H.T. (feat. Eearz, Gucci Mane, YG, Trouble, Quavo & Juicy J) | - Williams II - J. Lewis - Lee - Radric Davis - Keenon Jackson - Mariel Orr - Quavious Marshall - Jordan Houston | - Mike Will Made It - Lil Jay on the Track        | 6:32 |
| 11.   | Runnin (feat. ASAP Rocky, ASAP Ferg & Nicki Minaj)                 | - Williams II - Hogan - Göransson - Rakim Mayers - Onika Maraj - Darold Ferguson                                 | - Mike Will Made It - Pluss - Göransson           | 2:13 |
| 12.   | Midnight (feat. Tessa Thompson & Gunna)                            | - Williams II - Göransson - Tessa Thompson - Sergio Kitchens                                                     | - Mike Will Made It - Göransson                   | 3:38 |
| 13.   | Bless Me (Demo) (interprété par Ama Lou)                           | - Ama John - Mario Loving - Nesbitt Wesonga                                                                      | Nez & Rio                                         | 3:12 |
| 14.   | Ice Cold (Final Round) (feat. Vince Staples & Ludwig Göransson)    | - Vince Staples - Göransson - Williams II - Hogan                                                                | - Mike Will Made It - Göransson - Pluss - Staples | 2:06 |
| 15.   | Love Me Like That (Champion Love) (interprété par Ella Mai)        | - Diane Warren                                                                                                   | Anthony Burrell                                   | 3:31 |
| 53:52 |                                                                    | |                                                   |      |

## Accueil

### Accueil critique
Sur l'agrégateur américain Rotten Tomatoes, le film obtient 81 % d'opinions favorables pour 138 critiques et une note moyenne de 6,9⁄10. Sur Metacritic, il décroche une moyenne de 67⁄100, pour 42 critiques.

### Box-office
Aux États-Unis, le film sort en novembre 2018, bien avant la sortie française, en janvier 2019. Pour son week-end d'ouverture sur le sol américain, il enregistre plus de 35 millions de dollars de recettes soit le 2e meilleur démarrage de la semaine, derrière Ralph 2.0.
| Pays ou région    | Box-office        | Date d'arrêt du box-office | Nombre de semaines |
| ----------------- | ----------------- | -------------------------- | ------------------ |
| États-Unis Canada | 115 715 889 $     | 21 mars 2019               | 17                 |
| France            | 1 733 124 entrées | 6 mars 2019                | 10                 |
| Total mondial     | 214 115 889 $     | 21 mars 2019               | 17                 |

## Distinctions
Entre 2018 et 2019, Creed 2 a été sélectionné 13 fois dans diverses catégories et a remporté 1 récompense.

### Récompenses
- Festival international du film de Santa Barbara 2019 :
  - Prix de l'avant-garde du cinéma pour Michael B. Jordan[Note 2].

### Nominations
- Association des critiques de cinéma du Nord du Texas (North Texas Film Critics Association Awards) 2018 :
  - Meilleure actrice dans un second rôle pour Tessa Thompson (5ème place).
- Association des critiques de cinéma de Columbus (Columbus Film Critics Association) 2019 :
  - Actrice de l'année (pour une œuvre exemplaire) pour Tessa Thompson.
- Prix Bobine Noire 2019 :
  - Meilleur acteur pour Michael B. Jordan,
  - Meilleure bande sonore originale pour Ludwig Göransson.
- Prix de la bande-annonce d'or 2019 :
  - Meilleur spot télévisé dramatique pour Metro-Goldwyn-Mayer et Big Picture,
  - Meilleur spot TV musical pour Annapurna Pictures et Wild Card,
  - Meilleure affiche de film d'action,
  - Meilleure affiche de cinéma,
  - Meilleurs Wildposts.
- Prix de la Télévision de divertissement noir (Black Entertainment Television Awards) 2019 : Meilleur film.
- Prix du choix des enfants 2019 : 
  - Botteur de fesses de film préféré pour Michael B. Jordan.
- Prix NAACP de l'image 2019 :
  - Meilleur acteur dans un film pour Michael B. Jordan.

## Analyse
(avril 2021).
- Si vous ne connaissez pas le sujet, laissez ce bandeau (vous pouvez alors contacter les auteurs).
- Si vous supprimez le contenu mis en cause (vous pouvez préalablement contacter les auteurs),

argumentez précisément cette suppression dans la page de discussion
(un manque de référence n'est pas un argument ; une recherche réelle de référence doit avoir été effectuée, être formellement documentée).
Le film reprend de nombreux concepts des précédents volets de la saga Rocky :
- Après s'être fait connaître de la boxe, Adonis se concentre sur sa vie privée : Il épouse Bianca et lui donne un enfant, comme ce fut le cas pour Rocky et Adrian dans Rocky 2.
- Adonis rencontre une première fois Viktor Drago puis se fait battre très tôt par ce dernier au troisième round, comme Rocky avec Clubber Lang au second round dans Rocky 3 .
- Pour préparer son match revanche contre Viktor Drago, Rocky emmène Adonis dans un endroit sauvage (ici un désert) et l'entraîne à l'aide de diverses activités manuelles. Rocky avait fait la même chose pour son combat contre Ivan Drago. Il s'était entraîné de la même manière dans les montagnes enneigées de Russie, dans Rocky 4. À l'inverse, Viktor s'entraîne de manière classique contrairement à son père qui à l'époque s'était servi de techniques de pointe.

Comme dans certains films précédents de la saga, le film comporte une petite erreur. Lorsque Rocky est assis une nouvelle fois devant la tombe d'Adrian, la pierre tombale indique l'année 1950 comme date de naissance. Or dans le premier Rocky dont l'action se déroulait du 25 novembre 1975 au 1er janvier 1976, Paulie (Burt Young) avait affirmé qu'Adrian allait sur ses trente ans. Par conséquent, cette dernière était censée être née fin 1945 (ou début 1946) et non en 1950. En revanche, l'année de décès (2002) coïncide par rapport à l'action du sixième volet qui se passait en 2005. On y apprenait qu'Adrian était morte depuis trois ans.
Dans le film, on apprend que Rocky a finalement guéri de son cancer qu'il avait développé dans le premier Creed. Par ailleurs, les précédentes pathologies de l'ancien champion (décollement de la rétine à l'œil droit dans Rocky 2, lésions cérébrales dans Rocky 5) ne sont plus évoquées depuis le sixième opus de la saga.
Les deux photos de famille accrochées sur la porte du frigo de Rocky sont en fait extraites de Rocky 2 et 3. On y voit Adrian tenant Robert Jr. bébé à la maternité puis ledit garçon plus grand avec son père à bord de la petite voiture de maison.
Peu de temps après la sortie du film, Sylvester Stallone avoue être très déçu qu'une certaine scène ait été coupée au montage. Dans cette scène, Ivan Drago, accompagné de quelques journalistes, croise Rocky dans le hall de l'hôpital où est hospitalisé Adonis. Rocky interdit à Drago de s'approcher d'Adonis. Drago et Rocky s'affrontent alors brièvement et sont séparés par la sécurité de l'hôpital.

## Suite
En mars 2021, Michael B. Jordan — l'interprète d'Adonis Creed — annonce qu'il réalisera lui-même Creed 3, prévu pour 2023.